# Palazzo in Vico Purgatorio ad Arco 15
Der Palazzo in Vico Purgatorio ad Arco 15 ist ein Palast aus dem 15. Jahrhundert im Viertel San Lorenzo von Neapel in der italienischen Region Kampanien. Er liegt im Vico Purgatorio ad Arco, 15.

## Beschreibung
Das Gebäude ist, obwohl es bis in das 20. Jahrhundert hinein das Resultat zahlreicher Umbauten ist, eines der bedeutendsten Zeugnisse der neapolitanischen Renaissance.
Meisterhaft ist das Portal aus Piperno, das später erweitert wurde, um die Durchfahrt für Kutschen in den Palast zu ermöglichen. Die Durchfahrt ist so schmal, dass z. B. ein modernes Automobil aufgrund des sich verengenden Profils der Straße nicht passieren kann.